# Європейський кіноприз 2017

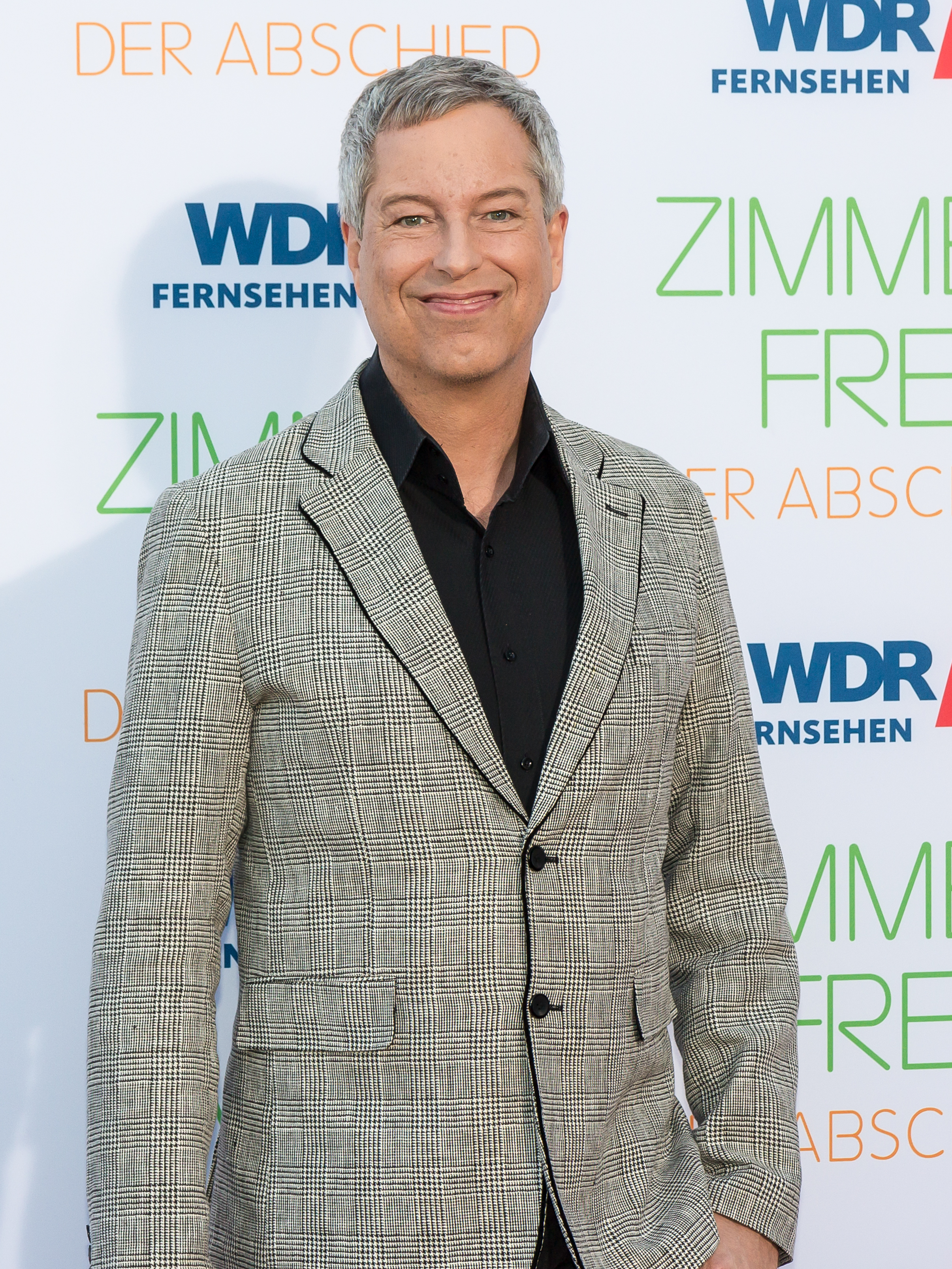
, ведучий 30-ї церемонії вручення премії Європейської кіноакадемії

30-та щорічна церемонія вручення премії «Європейський кіноприз» за досягнення в європейському кінематографі відбулася 9 грудня 2017 року в Берліні, Німеччина. Ведучим церемонії став німецький актор і комік Томас Германнс. Переможців обирали понад 3000 членів Європейської кіноакадемії. Найкращим європейським фільмом було визнано стрічку «Квадрат» режисера Рубена Естлунда. Премію за прижиттєві досягнення отримає російський кінорежисер Олександр Сокуров, а нагорода «Європейські досягнення в світовому кіно» буде вручена французькій акторці й режисерці Жулі Дельпі.

## Статистика
Фільми, що отримали по кілька номінацій:
| Фільм                       | Номінації | Перемоги |
| --------------------------- | --------- | -------- |
| • Квадрат                   | 5         | 5        |
| • Тіло і душа               | 4         | 1        |
| • Убивство священного оленя | 3         | —        |
| • Нелюбов                   | 3         | —        |
| • 120 ударів на хвилину     | 2         | —        |
| • По той бік надії          | 2         | —        |
| • Франц                     | 2         | —        |
| • Хепі-енд                  | 2         | —        |

## Перебіг церемонії
22 серпня 2017 року було оприлюднено список (лонг-лист), до якого увійшов 51 фільм з 31 європейської країни, рекомендованих до номінації на приз Європейської кіноакадемії 2017 року. До списку потрапив також український фільм «Моя бабуся Фані Каплан» Олени Дем'яненко, а також фільм «Іній» Шарунаса Бартаса, знятий спільно з Литвою, Польщею і Францією.
19 жовтня 2017 року Європейська кіноакадемія оголосила претендентів на перемогу в номінації «Європейське відкриття» (англ. European Discovery) від Міжнародної федерації кінопреси (ФІПРЕССІ). Нагороду присуджують режисерові-дебютантові за першу повнометражну роботу. Цього року за нагороду змагаються 5 кінофільмів, з Іспанії, Франції, Великої Британії, Німеччини, а також копродукція Болгарії, Данії та Франції.
Номінантів цьогорічної церемонії було оприлюднено 4 листопада 2017 року в Севільї, Іспанія, на 14-му Севільському фестивалі європейського кіно. У головній номінації представлені лауреати найбільших кінофестивалів цього року. Французька драма «120 ударів на хвилину» отримала три премії 70-го Каннського міжнародного кінофестивалю, «Нелюбов» — «Приз журі» в Каннах та головний приз Лондонського кінофестивалю, драма «Тіло і душа» — чотири премії Берлінале, включаючи «Золотого ведмедя», «По той бік надії» став володарем «Срібного ведмедя» за роботу Акі Каурісмякі, а «Квадрат» Рубена Естлунда здобув 2017 року «Золоту пальмову гілку» Каннського МКФ.
14 листопада 2017 року Європейська кіноакадемія оприлюднила імена перших семи лауреатів 30-ї премії, яких спеціальне журі визначило в наступних технічних категоріях: «Найкращий європейський оператор», «Найкращий європейський монтажер», «Найкращий європейський художник-постановник», «Найкращий європейський художник по костюмах», «Найкращий європейський художник по зачісках і гриму», «Найкращий європейський композитор» та «Найкращий європейський звукооператор» .
21 листопада стало відомо, що володарем нагороди Європейської кіноакадемії за найкращу копродукцію (англ. European Co-Production Award) — призу фонду Eurimages, який вручається на знак визнання внеску у виробництво європейських копродукційних проєктів, стане кінопродюсер Чедомір Колар.

## Відбір
— відмічені фільми, які стали номінантами
 1. 120 ударів на хвилину / 120 Battements Par Minute 
 Франція, реж. Робен Кампійо
2. Tom Of Finland 
 Фінляндія,  Німеччина,  Швеція,  Данія, реж.  Доме Карукоскі
3. Ана, моя любов / Ana, Mon Amour 
 Румунія,  Німеччина,  Франція, реж. Келін Петер Нецер
4. Безбожниця / Bezbog 
 Болгарія,  Данія,  Франція, реж. Раліца Петрова
5. Величезний світ / Koca Dünya 
 Туреччина, реж. Реха Ердем
6. Вестерн / Western 
 Німеччина,  Болгарія,  Австрія, реж. Валеска Гризебах
7. Вечірка / The Party 
 Велика Британія, реж. Саллі Поттер
8. Вибір короля / Kongens Nei 
 Норвегія,  Данія,  Швеція,  Ірландія, реж. Ерік Поппе
9. Вчителька / Učiteľka 
 Словаччина,  Чехія, реж. Ян Гржебейк
10. Голос монстра / A Monster Calls 
 Іспанія, реж. Хуан Антоніо Байона
11. Дика миша / Wilde Maus 
 Австрія, реж. Йозеф Гадер   
12. Дім / Home 
 Бельгія, реж. Фін Трох
13. Єврей повинен померти / Un Juif Pour L'exemple 
 Швейцарія, реж. Джейкоб Бергер
14. Іній / Frost 
 Литва,  Франція,  Польща,  Україна, реж. Шарунас Бартас
15. Кам'яне серце / Hjartasteinn 
 Ісландія,  Данія, реж. Гудмундур Арнар Гудмундсон
 16. Квадрат / The Square 
 Швеція,  Німеччина,  Франція,  Данія, реж. Рубен Естлунд
17. Коли згасає день / In Zeiten Des Abnehmenden Lichts 
 Німеччина, реж. Матті Гешоннек
18. Конституція Хорватської республіки / Ustav Republike Hrvatske 
 Хорватія,  Словенія,  Чехія,  Північна Македонія, реж. Райко Грліч
19. Крижана мати / Bába Z Ledu 
 Чехія,  Словаччина,  Франція, реж. Богдан Слама
20. Лагідна / Krotkaya 
 Франція,  Німеччина,  Литва,  Нідерланди, реж. Сергій Лозниця
 21. Леді Макбет / Lady Macbeth 
 Велика Британія, реж. Вільям Олдройд
22. Лейла М. / Layla M. 
 Нідерланди,  Йорданія,  Бельгія,  Німеччина, реж. Майк де Йонг
23. Літо 1993 / Estiu 1993 
 Іспанія, реж. Карла Симон
24. Місяць Юпітера / Jupiter Holdja 
 Угорщина,  Німеччина, реж. Корнель Мундруцо
25. Моя бабуся Фані Каплан / Moya Babusya Fani Kaplan 
 Україна, реж. Олена Дем'яненко
 26. Нелюбов / Нелюбовь 
 Росія,  Бельгія,  Німеччина,  Франція, реж. Андрій Звягінцев
27. Неподільні / Indivisibili 
 Італія, реж. Едоардо Де Анджеліс
 28. Нехай світить сонце / Un Beau Soleil Intérieur 
 Франція, реж. Клер Дені
29. Остання сім'я / Ostatnia Rodzina 
 Польща, реж. Ян П. Матушинський
30. Пекло / Brimstone 
 Нідерланди,  Німеччина,  Бельгія,  Франція,  Швеція,  Велика Британія,  Угорщина, реж. Мартін Кулговен
 31. Перед світанком / Vor Der Morgenröte 
 Німеччина,  Австрія,  Франція, реж. Марія Шрадер
 32. По той бік надії / Toivon Tuolla Puolen 
 Фінляндія,  Німеччина, реж. Акі Каурісмякі
33. Побачення для божевільної Мері / A Date for Mad Mary 
 Ірландія, реж. Даррен Торнтон
34. Повернення в Монток / Return To Montauk 
 Німеччина,  Франція,  Ірландія, реж. Фолькер Шльондорф
35. Післяобрази / Powidoki 
 Польща, реж. Анджей Вайда
36. Рай / Рай 
 Росія,  Німеччина, реж. Андрій Кончаловський
37. Реквієм за пані Джей / Rekvijem Za Gospođu J. 
 Сербія,  Болгарія,  Північна Македонія,  Росія,  Франція, реж. Боян Вулетич
38. Саамська кров / Sameblod 
 Швеція,  Данія,  Норвегія, реж. Аманда Кернелл
39. Син Софії / O Gios Tis Sofias 
 Греція,  Болгарія,  Франція, реж. Еліна Псікоу
40. Слід звіра / Pokot 
 Польща,  Німеччина,  Чехія,  Швеція,  Словаччина, реж. Агнешка Голланд, Касія Адамик
41. Терплячий / Tarde Para La Ira 
 Іспанія, реж. Рауль Аревало
42. Ти зникнеш / Du Forsvinder 
 Данія,  Швеція, реж. Петер Шонау Фог
 43. Тіло і душа / Testről És Lélekről 
 Угорщина, реж. Ільдіко Еньєді
44. У Сирії / Insyriated 
 Бельгія,  Франція, реж. Філіпп ван Леу
 45. Убивство священного оленя / The Killing Of A Sacred Deer 
 Ірландія,  Велика Британія, реж. Йоргос Лантімос
46. Фабрика нічого / A Fábrica De Nada 
 Португалія, реж. Педро Піньо
47. Фортуната / Fortunata 
 Італія, реж. Серджіо Кастеллітто
 48. Франц / Frantz 
 Франція,  Німеччина, реж. Франсуа Озон
 49. Хепі-енд / Happy End 
 Франція,  Німеччина,  Австрія, реж. Міхаель Ганеке
50. Чамбра / A Ciambra 
 Італія,  США,  Франція,  Швеція, реж. Йонас Карпіньяно
51. Червоний Стамбул / Istanbul Kirmizisi 
 Туреччина,  Італія, реж. Ферзан Озпетек

## Список лауреатів та номінантів
★ Переможці вказані першими і виділені окремим кольором.
| Категорія                                  | Лауреати та номінанти | Лауреати та номінанти                                                                                | Лауреати та номінанти                               |
| ------------------------------------------ | --- | --- | --------------------------------------------------- |
| Найкращий європейський фільм               | ★ «Квадрат» / The Square, реж. Рубен Естлунд ( Швеція, Німеччина, Франція, Данія)                                         | ★ «Квадрат» / The Square, реж. Рубен Естлунд ( Швеція, Німеччина, Франція, Данія)                    |                                                     |
| Найкращий європейський фільм               | • «120 ударів на хвилину» / 120 battements par minute, реж. Робен Кампійо ( Франція)                                      | |                                                     |
| Найкращий європейський фільм               | • «Нелюбов» / Нелюбовь, реж. Андрій Звягінцев ( Росія, Бельгія, Німеччина, Франція)                                       | |                                                     |
| Найкращий європейський фільм               | • «По той бік надії» / Toivon tuolla puolen, реж. Акі Каурісмякі ( Фінляндія, Німеччина)                                  | |                                                     |
| Найкращий європейський фільм               | • «Тіло і душа» / Testről és lélekről, реж. Ільдіко Еньєді ( Угорщина)                                                    | |                                                     |
| Найкращий комедійний фільм                 | ★ «Квадрат» / The Square, реж. Рубен Естлунд ( Швеція, Німеччина, Франція, Данія)                                         | ★ «Квадрат» / The Square, реж. Рубен Естлунд ( Швеція, Німеччина, Франція, Данія)                    |                                                     |
| Найкращий комедійний фільм                 | • «Вінсент» / Vincent, реж. Крістоф ван Ромпей ( Бельгія, Франція)                                                        | |                                                     |
| Найкращий комедійний фільм                 | • «Король бельгійців» / King of the Belgians, реж. Джессіка Гоуп Вудворт і Петер Бросенс ( Бельгія, Нідерланди, Болгарія) | |                                                     |
| Найкращий комедійний фільм                 | • «Ласкаво просимо до Гартманнів» / Willkommen bei den Hartmanns, реж. Симон Фергоевен ( Німеччина)                       | |                                                     |
| Найкращий режисер                          | | ★ Рубен Естлунд — «Квадрат»                                                                          | ★ Рубен Естлунд — «Квадрат»                         |
| Найкращий режисер                          | • Ільдіко Еньєді — «Тіло і душа»                                                                                          | |                                                     |
| Найкращий режисер                          | • Андрій Звягінцев — «Нелюбов»                                                                                            | |                                                     |
| Найкращий режисер                          | • Акі Каурісмякі — «По той бік надії»                                                                                     | |                                                     |
| Найкращий режисер                          | • Йоргос Лантімос — «Убивство священного оленя»                                                                           | |                                                     |
| Найкращий актор                            | | ★• Клас Банг — «Квадрат» (за роль Крістіана)                                                         | ★• Клас Банг — «Квадрат» (за роль Крістіана)        |
| Найкращий актор                            | • Науель Перес Біскаярт — «120 ударів на хвилину» (за роль Шона Далмазо)                                                  | |                                                     |
| Найкращий актор                            | • Йозеф Гадер — «Перед світанком» (за роль Стефана Цвейга)                                                                | |                                                     |
| Найкращий актор                            | • Жан-Луї Трентіньян — «Хепі-енд» (за роль Жорж Лорана)                                                                   | |                                                     |
| Найкращий актор                            | • Колін Фаррелл — «Убивство священного оленя» (за роль Стівена)                                                           | |                                                     |
| Найкраща акторка                           | | ★ Александра Борбей — «Тіло і душа» (за роль Марії)                                                  | ★ Александра Борбей — «Тіло і душа» (за роль Марії) |
| Найкраща акторка                           | • Паула Бір — «Франц» (за роль Анни)                                                                                      | |                                                     |
| Найкраща акторка                           | • Жульєт Бінош — «Нехай світить сонце» (за роль Ізабель)                                                                  | |                                                     |
| Найкраща акторка                           | • Флоренс П'ю — «Леді Макбет» (за роль Катрін Лестер)                                                                     | |                                                     |
| Найкраща акторка                           | • Ізабель Юппер — «Хепі-енд» (за роль Анни Лоран)                                                                         | |                                                     |
| Найкращий сценарист                        | | ★ Рубен Естлунд — «Квадрат»                                                                          | ★ Рубен Естлунд — «Квадрат»                         |
| Найкращий сценарист                        | • Ільдіко Еньєді — «Тіло і душа»                                                                                          | |                                                     |
| Найкращий сценарист                        | • Олег Нєгін та Андрій Звягінцев — «Нелюбов»                                                                              | |                                                     |
| Найкращий сценарист                        | • Ефтіміс Філіппоу та Йоргос Лантімос — «Убивство священного оленя»                                                       | |                                                     |
| Найкращий документальний фільм             | ★ «Спільність» / Komunia, реж. Анна Замецька ( Польща)                                                                    | ★ «Спільність» / Komunia, реж. Анна Замецька ( Польща)                                               |                                                     |
| Найкращий документальний фільм             | • «Аустерліц» / Austerlitz, реж. Сергій Лозниця ( Німеччина)                                                              | |                                                     |
| Найкращий документальний фільм             | • «Гарний листоноша» / The Good Postman, реж. Тоніслав Христов ( Фінляндія, Болгарія)                                     | |                                                     |
| Найкращий документальний фільм             | • «Незнайомець у раю» / Stranger in Paradise , реж. Гвідо Гендрикс ( Нідерланди)                                          | |                                                     |
| Найкращий документальний фільм             | • «Чана» / La Chana , реж. Люсія Стоєвіч ( Іспанія, Ісландія, США)                                                        | |                                                     |
| Найкращий анімаційний фільм                | ★ «З любов'ю, Вінсент» / Loving Vincent, реж. Дороті Кобелі та Г'ю Велшман (Польща, Велика Британія)                      | ★ «З любов'ю, Вінсент» / Loving Vincent, реж. Дороті Кобелі та Г'ю Велшман (Польща, Велика Британія) |                                                     |
| Найкращий анімаційний фільм                | • «Етель і Ернст» / Ethel & Ernest, реж. Роджер Мейнвуд ( Велика Британія, Люксембург)                                    | |                                                     |
| Найкращий анімаційний фільм                | • «Зомбіленіум» / Zombillénium, реж. Артур де Пінс і Алексіс Дюкор ( Франція, Бельгія)                                    | |                                                     |
| Найкращий анімаційний фільм                | • «Луїза взимку» / Louise en hiver, реж. Жан-Франсуа Лагіоні ( Франція, Канада)                                           | |                                                     |
| Європейське відкриття року — Приз ФІПРЕССІ | ★ «Леді Макбет» / Lady Macbeth , реж. Вільям Олдройд ( Велика Британія)                                                   | ★ «Леді Макбет» / Lady Macbeth , реж. Вільям Олдройд ( Велика Британія)                              |                                                     |
| Європейське відкриття року — Приз ФІПРЕССІ | • «Дрібний фермер» / Petit Paysan, реж. Юбер Шарель, ( Франція)                                                           | |                                                     |
| Європейське відкриття року — Приз ФІПРЕССІ | • «Безбожниця» / Bezbog, реж. ( Болгарія, Данія, Франція)                                                                 | |                                                     |
| Європейське відкриття року — Приз ФІПРЕССІ | • «Літо 1993» / Estiu 1993, реж. Карла Симон ( Іспанія)                                                                   | |                                                     |
| Європейське відкриття року — Приз ФІПРЕССІ | • «Відлюдники» / The Eremites, реж. Ронні Трокер ( Німеччина, Австрія)                                                    | |                                                     |
| Нагорода «European University Film Award»  | ★ «Кам'яне серце» / Hjartasteinn, реж. Гудмундур Арнар Гудмундсон ( Данія, Ісландія)                                      | ★ «Кам'яне серце» / Hjartasteinn, реж. Гудмундур Арнар Гудмундсон ( Данія, Ісландія)                 |                                                     |
| Нагорода «European University Film Award»  | • «Дім» / Home, реж. Фін Трох ( Бельгія)                                                                                  | |                                                     |
| Нагорода «European University Film Award»  | • «Нелюбов» / Нелюбовь, реж. Андрій Звягінцев, ( Росія, Бельгія, Німеччина, Франція)                                      | |                                                     |
| Нагорода «European University Film Award»  | • «По той бік надії» / Toivon tuolla puolen, реж. Акі Каурісмякі ( Фінляндія, Німеччина)                                  | |                                                     |
| Нагорода «European University Film Award»  | • «Шоу війни» / The War Show, реж. Андреас Далсгард, Обайдах Зайтун ( Сирія, Данія, Німеччина)                            | |                                                     |
| Приз глядацьких симпатій                   | ★ «Перед світанком» / Vor der Morgenröte, реж. Марія Шрадер                                                               | ★ «Перед світанком» / Vor der Morgenröte, реж. Марія Шрадер                                          |                                                     |
| Приз глядацьких симпатій                   | • «Випускний» / Bacalaureat, реж. Крістіан Мунджіу                                                                        | |                                                     |
| Приз глядацьких симпатій                   | • «Голос монстра» / A Monster Calls, реж. Хуан Антоніо Байона                                                             | |                                                     |
| Приз глядацьких симпатій                   | • «Дитина Бріджит Джонс» / Bridget Jones's Baby, реж. Шерон Магвайр                                                       | |                                                     |
| Приз глядацьких симпатій                   | • «По той бік надії» / Toivon tuolla puolen, реж. Акі Каурісмякі                                                          | |                                                     |
| Приз глядацьких симпатій                   | • «Комуна» / Kollektivet, реж. Томас Вінтерберг                                                                           | |                                                     |
| Приз глядацьких симпатій                   | • «Фантастичні звірі і де їх шукати» / Phantastische Tierwesen und wo sie zu finden sind, реж. Девід Єйтс                 | |                                                     |
| Приз глядацьких симпатій                   | • «Франц» / Frantz, реж. Франсуа Озон                                                                                     | |                                                     |
| Приз глядацьких симпатій                   | • «Як навіжені» / La pazza gioia, реж. Паоло Вірдзі                                                                       | |                                                     |

### Технічні та інші нагороди
Журі
Члени спеціального журі, яке визначило переможців в семи технічних категоріях премії:
- Самір Фоко, звукооператор,  Боснія і Герцеговина
- Раф Кюнен, композитор,  Бельгія
- Мелані Енн Олівер, монтажер,  Велика Британія
- Вассилія Розана, художник по костюмах,  Греція
- Сюзанна Санчес, художник по зачісках і гриму,  Іспанія
- Лукаш Зал, оператор,  Польща
- Тоніно Зера, художник,  Італія

Переможці
| Категорія                      | Лауреат                                                    |                                                            |
| ------------------------------ | ---------------------------------------------------------- | ---------------------------------------------------------- |
| Найкращий оператор             | • Михайло Кричман — «Нелюбов»                              | • Михайло Кричман — «Нелюбов»                              |
| Найкращий монтажер             | • Робен Кампійо — «120 ударів на хвилину»                  | • Робен Кампійо — «120 ударів на хвилину»                  |
| Найкращий художник-постановник | • Йозефін Асберг — «Квадрат»                               | • Йозефін Асберг — «Квадрат»                               |
| Найкращий дизайн костюмів      | • Катажина Левінська — «Слід звіра»                        | • Катажина Левінська — «Слід звіра»                        |
| Найкращий грим та зачіски      | • Ліндерт ван Німвеген — «Пекло»                           | • Ліндерт ван Німвеген — «Пекло»                           |
| Найкращий композитор           | • Євген Гальперін, Саша Гальперін — «Нелюбов»              | • Євген Гальперін, Саша Гальперін — «Нелюбов»              |
| Найкращий звукооператор        | • Оріол Тарраго — «Голос монстра»                          | • Оріол Тарраго — «Голос монстра»                          |
| Приз Єврімажу                  | • Чедомір Колар, продюсер (Noe Productions/A.S.A.P. Films) | • Чедомір Колар, продюсер (Noe Productions/A.S.A.P. Films) |

### Почесні нагороди
| Нагорода «Європейські досягнення в світовому кіно» |  | • Жулі Дельпі       |
| Нагорода за прижиттєві досягнення                  |  | • Олександр Сокуров |